# Nobody's Fool (singolo)
Nobody's Fool è una power ballad del gruppo musicale statunitense Cinderella, pubblicata come secondo singolo dall'album di debutto della band, Night Songs nel 1986. È stato il brano che ha reso famoso il gruppo, raggiungendo la posizione numero 13 della Billboard Hot 100 e la numero 25 della Mainstream Rock Songs negli Stati Uniti, spingendo dunque Night Songs nella top 3 della classifica degli album più venduti nel febbraio del 1987. Si tratta del secondo singolo di maggior successo dei Cinderella, superato solo da Don't Know What You Got (Till It's Gone) nel 1988.

## Video musicale
Il videoclip della canzone riprende la storia raccontata in quello di Shake Me, mostrando la band insieme a una ragazza dalle sembianze di Cenerentola, con le sorelle cattive all'inseguimento. Mentre la band si esibisce, lei comincia a fuggire verso casa non appena si accorge che sta per arrivare la mezzanotte, quando il suo vestito da rocker ritorna ad un abito semplice. Incontra nuovamente la band per un autografo, venendo subito riconosciuta da Tom Keifer, nonostante gli abiti diversi.

## Tracce
7" Single A|B Mercury 884 851-7 (Warner)[us]
1. Nobody's Fool (versione ridotta) – 3:58
2. Push, Push – 2:52

7" Single A|B Vertigo VER 32 [uk]
1. Nobody's Fool
2. Shake Me

12" Single Mercury 884 851-1
1. Nobody's Fool (versione ridotta) – 3:58
2. Push, Push – 2:52
3. Hell on Wheels – 2:49

## Classifiche
| Classifica (1986/87)          | Posizione massima |
| ----------------------------- | ----------------- |
| Canada                        | 35                |
| Stati Uniti                   | 13                |
| Stati Uniti (mainstream rock) | 25                |